# Restio fusiformis
Restio fusiformis är en gräsväxtart som beskrevs av Neville Stuart Pillans. Restio fusiformis ingår i släktet Restio och familjen Restionaceae. Inga underarter finns listade i Catalogue of Life.